# Kizinka
Kizinka - Кизинка (rus) - és un khútor del krai de Krasnodar, a Rússia. Es troba a la desembocadura del riu Kizintxi, afluent del Khodz, a 27 km al sud-oest de Mostovskoi i a 159 km al sud-est de Krasnodar, la capital.
Pertany al municipi de Bàgovskaia.